# Kang Chang-hee
Kang Chang-hee (Coréen : 강창희) est né à Daejeon le 3 août 1946, il est l'actuel président de l'assemblée nationale sud-coréenne.
Diplômé de l'Académie militaire de Corée, Kang Chang-hee prend sa retraite en 1980 avec le grade de lieutenant-colonel et se lance dans une carrière politique en 1980.
Il a été élu député à 6 reprises entre la 11e et la 19e législature entre juillet 1983 et mai 2012.
Parallèlement, en mars 1998, il est nommé Ministre des sciences et des technologies jusqu'en mars 1999, sous la présidence de Kim Dae-jung.
En novembre 2001 il est conduit au poste de vice-président de son parti Saenuri, parti conservateur qui est l'un des deux grands mouvements sud-coréens depuis les années 1990.
Lors de son 6e mandat de député, il est élu le 1er juin 2012 président de l'assemblée nationale sud-coréenne par 195 voix sur 293 exprimées ,, pour un mandat de 2 ans.